# نيك لامب
نيك لامب (9 نوفمبر 1985 في المملكة المتحدة - ) (بالإنجليزية: Nick Lamb)‏ هو لاعب كريكت بريطاني. لعب مع Hertfordshire County Cricket Club ‏ وDurham University Centre of Cricketing Excellence ‏.

## وصلات خارجية
- نيك لامب على موقع إي آس بي آن كريك إنفو (الإنجليزية)